# Le Dernier Voyage du Demeter
Pour les articles homonymes, voir  Déméter.
Ne doit pas être confondu avec Le Dernier Voyage du Téméraire.
Pour plus de détails, voir Fiche technique et Distribution.
Le Dernier Voyage du Demeter ou La Légende du Demeter au Québec (The Last Voyage of the Demeter) est un film américain réalisé par André Øvredal, sorti en 2023. Il s'agit de l'adaptation du chapitre Journal de bord du Demeter de Varna à Whitby (The Captain's Log) du roman Dracula de Bram Stoker, publié en 1897.

## Synopsis
Le navire de commerce Demeter quitte la Transylvanie pour un long voyage vers Londres, avec à son bord une mystérieuse cargaison. 
D'étranges événements vont alors survenir et décimer peu à peu les membres d'équipage. Les survivants vont tenter de survivre à une présence qui sévit chaque nuit sur le Demeter.

## Fiche technique
Sauf indication contraire, les informations mentionnées dans cette section peuvent être confirmées par les bases de données cinématographiques IMDb et Allociné,  présentes dans la section « Liens externes ».
- Titre original : The Last Voyage of the Demeter
- Titre français : Le Dernier Voyage du Demeter
- Titre québécois : La Légende du Demeter[3]
- Réalisation : André Øvredal
- Scénario : Bragi F. Schut et Zak Olkewicz, d'après le chapitre The Captain's Log du roman Dracula de Bram Stoker
- Musique : Bear McCreary
- Direction artistique : Marc Bitz, Charlo Dalli, Wolfgang Metschan, Anja Müller et Mariana Vasconcellos
- Décors : Edward Thomas
- Costumes : Carlo Poggioli
- Photographie : Roman Osin et Tom Stern
- Son : Erik Aadahl, Zack Goldsborough, Kai Lüde, Tom Ozanich, Brandon Proctor
- Montage : Julian Clarke, Patrick Larsgaard et Christian Wagner
- Production : Bradley J. Fischer, Mike Medavoy et Arnold Messer
  - Production exécutive : Winston Azzopardi
  - Production déléguée : Chris Bender, Jeb Brody, Matthew Hirsch et Anne Rodman
  - Production associée : Bragi F. Schut
  - Coproduction : Winston Azzopardi, Miki Emmrich, Christoph Fisser, Henning Molfenter, Bragi F. Schut, Shelly Strong et Charlie Woebcken
- Sociétés de production :
  - États-Unis : Amblin Partners, New Republic Pictures[4], Phoenix Pictures et Wise Owl Media, présenté par Dreamworks Pictures
  - Allemagne : Studios de Babelsberg
  - Royaume-Uni : Storyworks Productions
  - Inde : présenté par Reliance Entertainment
- Sociétés de distribution : Universal Pictures (États-Unis) ; Reliance Entertainment (Inde) ; Universal Pictures International (Allemagne, France, Suisse romande) ; WW Entertainment (Belgique)[5]
- Budget : 45 millions USD[6],[7]
- Pays de production :  États-Unis[8],[N 1]
- Langue originale : anglais
- Format : couleur — Digital — 2,39:1 — son Dolby Atmos
- Genre : épouvante-horreur, fantastique, thriller
- Durée : 118 minutes
- Dates de sortie[9] :
  - États-Unis, Québec : 11 août 2023[3]
  - Suisse romande : 16 août 2023[10]
  - France, Belgique : 23 août 2023[11],[12]
- Classification[13] :
  - États-Unis : les enfants de moins de 17 ans doivent être accompagnés d'un adulte (R – Restricted)[N 2]
  - France : interdit aux moins de 12 ans[14],[N 3]
  - Belgique : potentiellement préjudiciable jusqu'à 16 ans (KNT/ENA : Kinderen Niet Toegelaten  / Enfants Non Admis)[12],[15],[N 4]
  - Suisse romande : interdit aux moins de 16 ans[16]
  - Québec : 13 ans et plus (violence - horreur) (13+ / 13 years and over)[3]

## Distribution
- Corey Hawkins (VF : Diouc Koma ; VQ : Alexandre Fortin) : Clemens, le médecin
- Aisling Franciosi (VF : Joséphine Ropion ; VQ : Sarah-Anne Parent) : Anna
- Liam Cunningham (VF : Philippe Crubézy ; VQ : Marc Bellier) : Elliot, le capitaine du Demeter
- David Dastmalchian (VF : Sébastien Desjours ; VQ : Alexis Lefebvre) : Wojchek, le second
- Javier Botet (VF : Emmanuel Karsen) : Dracula
- Woody Norman (en) (VF : Clara Soares) : Toby, petit-fils d'Elliot
- Jon Jon Briones (VF : Igor Chometowski ; VQ : Antoine Durand) : Joseph
- Stefan Kapičić (VF : Jochen Hägele ; VQ : Martin Rouette) : Olgaren
- Nikolai Nikolaeff (VF : Franck Vincent ; VQ : Jean-François Beaupré) : Petrofsky
- Martin Furulund (VF : Mhamed Arezki) : Larsen
- Chris Walley (en) : Abrams
- Nicolo Pasetti (en) : l'adjoint Hirsch
- Sally Reeve : la logeuse

## Production

### Genèse et développement
En 2002, Bragi F. Schut écrit le scénario initial de The Last Voyage of the Demeter, d'après l'un des chapitres du roman Dracula (1897) de Bram Stoker intitulé Journal de bord du Demeter de Varna à Whitby (The Captain's Log). Robert Schwentke est alors annoncé comme réalisateur. Mitch Brian est ensuite engagé pour des réécritures. Le projet va cependant traîner pendant des années. Plusieurs réalisateurs se succèderont : Stefan Ruzowitzky, Marcus Nispel, David Slade ou encore Neil Marshall. Plusieurs acteurs et actrices comme Noomi Rapace, Ben Kingsley et Viggo Mortensen seront évoqués au fil du temps,,,.
En octobre 2019, le projet est à nouveau relancé quand Amblin Partners acquiert les droits, avec le Norvégien André Øvredal à la réalisation. Une nouvelle version du script est retravaillée par Zak Olkewicz.
En décembre 2022, Bragi F. Schut et Zak Olkewicz obtiennent le crédit de scénaristes au générique auprès de la Writers Guild of America. Mitch Brian (en), Lowell Cauffiel (en), James V. Hart, Stefan Ruzowitzky et Robert Schwentke reçoivent quant à une mention d'auteurs additionnels pour leur participation aux différentes versions du scénario.

### Attribution des rôles
En janvier 2021, Corey Hawkins rejoint la distribution. En juin, David Dastmalchian, Liam Cunningham, Aisling Franciosi, Javier Botet, Jon Jon Briones, Stefan Kapičić, Nikolai Nikolaeff, Woody Norman (en), Martin Furulund ou encore Chris Walley sont également annoncés.

### Tournage
Le tournage commence le 30 juin 2021 à Berlin. Il se déroule également à Malte, dont la forteresse de L-Imdina. Les prises de vues s'achèvent le 1er octobre,,.

### Musique
En avril 2022, Thomas Newman est annoncé comme compositeur de la musique du film. Cependant, en juin 2023, Newman a quitté le projet en raison de ses conflits d'horaire, Bear McCreary lui servant de remplaçant. L'album de la bande originale est sorti le 11 août 2023, le même jour que la sortie en salles.

## Accueil

### Box-office
| Pays ou région    | Box-office      | Date d'arrêt du box-office | Nombre de semaines |
| ----------------- | --------------- | -------------------------- | ------------------ |
| États-Unis Canada | 13 637 180 USD  | 7 septembre 2023           | 4                  |
| France            | 134 201 entrées | 26 septembre 2023          | 5                  |
| Total mondial     | 21 786 275 USD  | -                          | -                  |

## Distinctions

### Récompenses
- Golden Scythe Horror Awards 2024 : 
  - Meilleure utilisation des effets
  - Meilleur maquillage et coiffure

### Nominations
- Dracula Film Festival 2023 : hors compétition pour André Øvredal

- Fangoria Chainsaw Awards 2024 : meilleurs effets spéciaux de créature pour Göran Lundström
- Golden Scythe Horror Awards 2024 :
  - Meilleur réalisateur pour André Øvredal
  - Meilleur acteur dans un rôle principal pour Corey Hawkins
  - Meilleur acteur dans un second rôle pour Liam Cunningham
  - Meilleure musique originale
  - Meilleur son
  - Meilleure affiche de cinéma
  - Meilleure bande-annonce pour la bande-annonce officielle
- International Film Music Critics Award (IFMCA) 2024 : meilleure musique originale pour un film d'horreur / thriller pour Bear McCreary

## Éditions en vidéo
- En France, le film Le Dernier Voyage du Demeter est sorti en VOD le 26 décembre 2023[11], puis en DVD et Blu-ray le 10 janvier 2024[33],[34].